# Cmentarz rzymskokatolicki w Kurzynie Średniej
Cmentarz rzymskokatolicki w Kurzynie Średniej – zabytkowy cmentarz założony około 1820 roku, znajdujący się w gminie Ulanów, powiat niżański, usytuowany jest w północnej części miejscowości, około 500 metrów od kościoła parafialnego. Znajduje się przy drodze do miejscowości Golce.
Cmentarz miał kształt prostokąta zbliżonego do kwadratu, ogrodzony jest parkanem z wejściem od strony wschodniej. Obecnie z trzech stron otoczony jest lasem. Przez jego centralną część przebiega aleja główna Na cmentarzu zachowało się kilkadziesiąt kamiennych nagrobków i żeliwnych krzyży z przełomu XIX i XX w. W jego obrębie znajduje się mogiła zbiorowa powstańców styczniowych z 1863 roku. Na grobie znajduje się napis: "Tu spoczywają polegli pod Hutą Krzeszowską dnia 20 III 1863 r. w walce z najazdem moskiewskim, Józef Dąbczański ur. 1840 ....... z trzema towarzyszami o .... nieznanych nazwiskach".